# Magdalena Graells Casals
Magdalena Graells Casals (Colònia Sedó, Esparreguera, Baix Llobregat, 11 de setembre del 1940 - Olesa de Montserrat, Baix Llobregat, 28 de maig del 2021), va ser una docent, i també política local, a Olesa de Montserrat, d'on va ser alcaldessa durant quinze mesos. Va treballar a l'escola Daina-Isard i posteriorment a l'escola Mare de Déu de Montserrat, on va esdevenir la directora. Després de jubilar-se de l'escola, va fer el salt a la política de la mà del també exalcalde Pere Planas, que la va portar a les files de CiU. Va ser regidora a l’oposició els mandats 1999-2003, i 2004-2007. Arran les eleccions de 2007, a les que va concórrer com a cap de CiU, va entrar al govern municipal arran del pacte entre PSC, CiU i l’Entesa. Primer va ser regidora d’Ensenyament i primera tinent d’alcalde, i el març de 2010 va rellevar a l’Alcaldia el socialista Jaume Monné.
En el seu discurs d'investidura, Graells va apostar per tres punts que, al seu entendre, havien de protagonitzar la seva alcaldia: la confiança, la complicitat i la col·laboració. I va finalitzar el seu discurs recordant una frase del president nord-americà John Fitzgerald Kennedy: “no us pregunteu què pot fer el vostre país per vosaltres, sinó pregunteu-vos què podeu fer pel vostre país”. Va ocupar el càrrec fins a les Eleccions municipals de 2011, quan va cloure 12 anys dedicada activament a la política local. En deixar el càrrec Magda Graells va assegurar que de tots els anys que s'havia dedicat a la política municipal, el que més li havia agradat havia estat el contacte directe amb les persones. Malgrat deixar la política activa, no va deixar de militar amb el partit que l’havia dut a l’Alcaldia, formant part de les llistes electorals en els llocs d’honor. A les passades eleccions de 2019 va ocupar el lloc 20 a la llista de Junts per Catalunya (coalició).